# Trefalt
Trefalt je priimek več znanih Slovencev:
- Andrej Trefalt (1963–2023), jadralec
- France Trefalt (1903–1998), igralec
- Franek Trefalt (1931–2015), igralec in športni reporter
- Mito Trefalt (1939–2016), igralec, TV voditelj, urednik in športni reporter
- Špela Trefalt (*197?), prof. menedžmenta/Univ. Simmons v Bostonu/ZDA
- Uroš Trefalt (*1965), gledališki, lutkovni in filmski režiser, pedagog ter publicist